# Fußball-Verbandsliga Rheinland 1985/86
Die Fußball-Verbandsliga Rheinland 1985/86 war die 34. Spielzeit der höchsten Spielklasse im Fußballverband Rheinland. Sie war auf der vierten Ligenebene unterhalb der Oberliga Südwest angesiedelt und wurde in einer Staffel ausgetragen.
Im Vergleich zur Vorsaison war der SV Leiwen nach vier Spielzeiten wieder aus der Oberliga Südwest abgestiegen. Aus den Landesligen kamen die drei Aufsteiger SG Eintracht Lahnstein (Wiederaufstieg nach sechs Jahren), SV Untermosel Kobern-Gondorf (erstmals in der höchsten Spielklasse des Rheinlands) und TuS Kröv (Wiederaufstieg nach fünf Jahren) hinzu.
Sieger wurde zum vierten Mal der SV Leiwen, der damit nach einer Saison in die Oberliga Südwest zurückkehrte.
Am Saisonende mussten die Mannschaften auf den letzten vier Plätzen absteigen. Der Ahrweiler BC und der TuS Oberwinter verließen die Verbandsliga nach acht Jahren wieder, der SV Untermosel Kobern-Gondorf nach einer Saison und der SV Pottum nach zwei Spielzeiten.

## Teilnehmer
| Verein                        | Ort                    | Kreis                     | Qualifikation                         |
| ----------------------------- | ---------------------- | ------------------------- | ------------------------------------- |
| SV Leiwen                     | Leiwen                 | Trier-Saarburg            | Absteiger aus der Oberliga Südwest    |
| TuS Koblenz                   | Koblenz                |                           | 2. Platz 1984/85                      |
| VfL Oberbieber                | Neuwied                | Neuwied                   | 3. Platz 1984/85                      |
| SpVgg EGC Wirges              | Wirges                 | Westerwaldkreis           | 4. Platz 1984/85                      |
| VfL Bad Ems                   | Bad Ems                | Rhein-Lahn-Kreis          | 5. Platz 1984/85                      |
| Spvgg Andernach               | Andernach              | Mayen-Koblenz             | 6. Platz 1984/85                      |
| BSV Weißenthurm               | Weißenthurm            | Mayen-Koblenz             | 7. Platz 1984/85                      |
| Ahrweiler BC                  | Bad Neuenahr-Ahrweiler | Ahrweiler                 | 8. Platz 1984/85                      |
| VfB Wissen                    | Wissen                 | Altenkirchen (Westerwald) | 9. Platz 1984/85                      |
| FC Bitburg                    | Bitburg                | Bitburg-Prüm              | 10. Platz 1984/85                     |
| SV Pottum                     | Pottum                 | Westerwaldkreis           | 11. Platz 1984/85                     |
| SG Ellingen-Bonefeld-Willroth | Straßenhaus            | Neuwied                   | 12. Platz 1984/85                     |
| SV Maischeid                  | Großmaischeid          | Neuwied                   | 13. Platz 1984/85                     |
| SG Streif Prüm                | Prüm                   | Bitburg-Prüm              | 14. Platz 1984/85                     |
| TuS Oberwinter                | Remagen                | Ahrweiler                 | 15. Platz 1984/85                     |
| SG Eintracht Lahnstein        | Lahnstein              | Rhein-Lahn-Kreis          | Aufsteiger aus der Landesliga 1984/85 |
| TuS Kröv                      | Kröv                   | Bernkastel-Wittlich       | Aufsteiger aus der Landesliga 1984/85 |
| SV Untermosel Kobern-Gondorf  | Kobern-Gondorf         | Mayen-Koblenz             | Aufsteiger aus der Landesliga 1984/85 |

## Tabelle
| Pl. | Verein                           | Sp. | S  | U  | N  | Tore    | Diff. | Punkte |
| --- | -------------------------------- | --- | -- | -- | -- | ------- | ----- | ------ |
| 1.  | SV Leiwen (A)                    | 34  | 23 | 7  | 4  | 080:290 | +51   | 53:15  |
| 2.  | VfL Oberbieber                   | 34  | 21 | 6  | 7  | 087:350 | +52   | 48:20  |
| 3.  | TuS Koblenz                      | 34  | 19 | 7  | 8  | 080:380 | +42   | 45:23  |
| 4.  | SpVgg EGC Wirges                 | 34  | 17 | 7  | 10 | 080:470 | +33   | 41:27  |
| 5.  | VfB Wissen                       | 34  | 13 | 13 | 8  | 043:340 | +9    | 39:29  |
| 6.  | BSV Weißenthurm                  | 34  | 12 | 11 | 11 | 057:450 | +12   | 35:33  |
| 7.  | Spvgg Andernach                  | 34  | 13 | 9  | 12 | 038:490 | −11   | 35:33  |
| 8.  | FC Bitburg                       | 34  | 9  | 16 | 9  | 046:500 | −4    | 34:34  |
| 9.  | SG Eintracht Lahnstein (N)       | 34  | 12 | 9  | 13 | 057:590 | −2    | 33:35  |
| 10. | SG Ellingen-Bonefeld-Willroth    | 34  | 11 | 10 | 13 | 064:660 | −2    | 32:36  |
| 11. | VfL Bad Ems                      | 34  | 12 | 7  | 15 | 065:640 | +1    | 31:37  |
| 12. | TuS Kröv (N)                     | 34  | 9  | 13 | 12 | 048:570 | −9    | 31:37  |
| 13. | SV Maischeid                     | 34  | 9  | 12 | 13 | 048:640 | −16   | 30:38  |
| 14. | SG Streif Prüm                   | 34  | 8  | 14 | 12 | 040:580 | −18   | 30:38  |
| 15. | Ahrweiler BC                     | 34  | 8  | 12 | 14 | 040:580 | −18   | 28:40  |
| 16. | SV Untermosel Kobern-Gondorf (N) | 34  | 10 | 5  | 19 | 040:750 | −35   | 25:43  |
| 17. | SV Pottum                        | 34  | 5  | 11 | 18 | 029:670 | −38   | 21:47  |
| 18. | TuS Oberwinter                   | 34  | 6  | 9  | 19 | 035:820 | −47   | 21:47  |

| (M) | Staffelsieger der Verbandsliga Rheinland 1984/85 |
| (A) | Absteiger aus der Oberliga Südwest 1984/85       |
| (N) | Aufsteiger aus der Landesliga 1984/85            |